# Down Down (sång)
Down Down är en singel/låt släppt av den brittiska rockgruppen Status Quo 29 november 1974 på skivbolaget Vertigo.
Låten är en av bandets mest kända och den enda #1 hitt (Januari 1975) Status Quo har haft på brittiska försäljningslistan.
Låten är skriven av gitarristen och sångaren Francis Rossi tillsammans med bandets roadmanager Bob Young.
Det var från början meningen att låten skulle heta Get Down men det ändrades innan realeasedatumet till Down Down.
B-sidan på singeln hette Nightride och skrevs av gitarristen Rick Parfitt tillsammans med Bob Young.
Båda låtarna var med på albumet On the Level som också släpptes 1975.
Singelversionen av Down Down är 3 minuter och 47 sekunder lång. Albumversionen är 5 minuter och 24 sekunder lång, den innehåller bl.a. ett bassolo där singelversionen fadeat ut.

## Instrumentsättning
- Francis Rossi - sång, sologitarr
- Rick Parfitt - stämsång, kompgitarr
- Alan Lancaster - bas
- John Coghlan - trummor

## Album som låten finns på
- On the Level (1975)
- 12 Gold Bars (1980)
- Rocking All Over The Years (1991)
- "Whatever You Want" - the Very Best Of Status Quo (1997)
- XS All Areas - The Greatest Hits (2004)